# Grignardovo činidlo

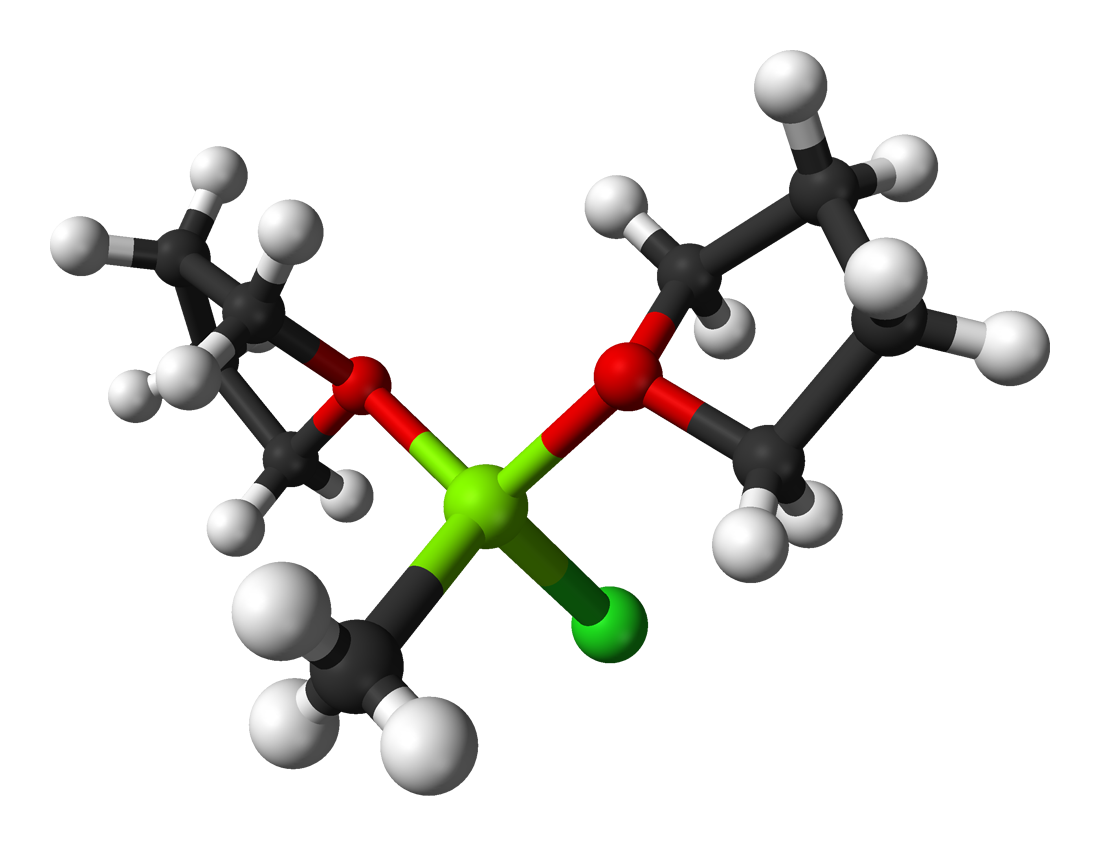
Struktura Grignardova činidla. Hořečnatý ion má tetraedrickou geometrii díky koordinaci dvou molekul rozpouštědla (THF)

Grignardovo činidlo (organohořečnaté činidlo) se připravuje reakcí halogenderivátů uhlovodíků s hořčíkem v diethyletheru. Produktem je organohořečnatá sloučenina s obecným vzorcem R-Mg-X.
Toto činidlo se využívá při reakci se sloučeninou obsahující karbonylovou skupinu. Do reakční směsi obsahující Grignardovo činidlo se přidá keton nebo aldehyd. Vazba C-Mg se přeruší a dojde k nukleofilnímu ataku uhlíku karbonylové skupiny. V závislosti na struktuře výchozí látky lze získat širokou paletu sloučenin.
Victor Grignard, po němž je činidlo pojmenováno, byl v roce 1912 oceněn Nobelovou cenou za chemii, společně s Paulem Sabatierem. Jeho nejvýznamnějším objevem je nová metoda vytváření vazby uhlík-uhlík v organické syntéze.